# Мамани, Абдулай
Абдулай Мамани (фр. Abdoulaye Mamani; 1932, Зиндер — 3 июня 1993) — нигерский писатель

, поэт, драматург, профсоюзный и политический деятель. Его самый известный роман «Саррауния», опубликованный в 1980 году, рассказывает историю реальной предводительницы племени XIX века, которую автор выводит знаковой героиней борьбы против колонизации.

## Биография
Абдулай Мамани очень рано начал общественно-политическую деятельность и вступил в Прогрессивную партию Нигера, среди других руководителей которой были Амани Диори, Бубу Хама и Джибо Бакари. Вместе с последним Мамани принадлежал к её левому крылу, которое откололось в Нигерский демократический союз (НДС; с 1958 года носил название «Саваба», что значит «свобода» на хауса). От этой партии он в 25-летнем возрасте в 1956 году был избран депутатом по Зиндеру. Затем он был назначен представителем Нигера в Большом совете Французской Западной Африки в Дакаре. В 1953 году Джибо Бакари и Абдулай Мамани организовали первую массовую забастовку в истории Нигера, благодаря которой было достигнуто повышение оплаты труда в частном секторе.
В 1960 году, когда Нигер обрёл независимость, Саваба как оппозиционная действующей власти и Амани Диори сила была объявлена вне закона. Партийную газету, которую издавал Абдулай Мамани, также запретили, а сам он был вынужден отправиться в изгнание. Он вернулся в Ниамей только четырнадцать лет спустя, с падением режима Диори. В эмиграции писатель много путешествует: пребывает в Гане, Мали, Алжире, Египте. В Алжире он в 1972 году опубликовал «Poémérides», а год спустя — пьесу «Le balai». Во время поездки в США сблизился с Партией Чёрных пантер.
По возвращении на родину он был заключён в тюрьму новым президентом Сейни Кунче, который уже пережил несколько попыток государственного переворота и решил бросить за решётку всех бывших политических активистов. В заключении Абдулай Мамани общается с другим известным нигерским писателем Ибрагимом Иссой. После освобождения в 1980 году он опубликовал свой роман «Саррауния» (Sarraounia — «королева» на языке хауса). Сюжет основан на реальных событиях: борьбе жрицы и женщины-вождя племени Азна в деревне Лугу на юго-востоке Нигера, против продвижения французских колониальных сил из миссии Вуле-Шануэна. Для работы над произведением Абдулай Мамани пользовался как письменными источниками из архивов, так и передаваемой народными певцами устной историей. Книга была экранизирована в 1986 году кинорежиссёром Медом Хондо: фильм «Саррауния» получил награду на фестивале FESPACO.
Писатель умер в 1993 году в ДТП по дороге из Зиндера в Ниамей, где собирался получить литературную премию Бубу Хама.